# Łaziska (powiat kielecki)
Łaziska – wieś w Polsce położona w województwie świętokrzyskim, w powiecie kieleckim, w gminie Piekoszów.
| SIMC    | Nazwa        | Rodzaj     |
| ------- | ------------ | ---------- |
| 0992651 | Stanisławice | przysiółek |

W latach 1975–1998 miejscowość należała administracyjnie do województwa kieleckiego.
Przez wieś przechodzi  czarny szlak turystyczny z Piekoszowa do Zgórskich Gór oraz  niebieska ścieżka rowerowa do Piekoszowa. W miejscowości znajduje się odsłonięcie geologiczne wychodni skał piaskowcowo - łupkowych wieku kambryjskiego, które w roku 2002 ustanowiono pomnikiem przyrody nieożywionej nr rej. 746. Fragment odsłonięcia wychodni o wymiarach: dł. 20 m., szer. 8 - 10 m., o barwie ciemnobrunatnej stanowiący ścianę nieczynnego kamieniołomu zlokalizowanego w północnej części wsi. Są to skały okresu kambryjskiego zawierające dobrze zachowane skamieniałości roślin i zwierząt.Do kamieniołomu prowadziła kiedyś wąskotorowa kolejka.
Zagłębienie krasowe w Łaziskach (pomnik przyrody nieożywionej nr rej. 208) – o charakterze niewielkiego uwału ma głębokość do 6 m, długość kilkudziesięciu i szerokość kilkunastu metrów. Uwal stanowi jeden z przejawów powierzchniowych krasu w wapieniach dewońskich północnego skrzydła antykliny Chęcińskiej. Administracyjnie zagłębienie znajduje się na terenie stanowiącym własność prywatną (posesja: Jaworznia-Zagórze Nr 33). Bliższe określenie położenia - w zachodniej części wsi Jaworznia, w osiedlu Zagórze, około 200 m na północ od drogi. 